# Sonagazi Upazila
Sonagazi Upazila är ett underdistrikt i Bangladesh. Det ligger i den sydöstra delen av landet, 140 km sydost om huvudstaden Dhaka.